# Aspagur II. od Iberije
Aspagur II. od Iberije ili Varaz-Bakur I. (gruz. ვარაზ-ბაკურ I), iz dinastije Hozroida, bio je kralj Iberije (Kartlija, istočna Gruzija) od 363. do 365. godine. Bio je drugi sin Mirijana III. i njegove žene Nane.
Njegovo ime, koje je zabilježio suvremeni povjesničar Amijan Marcelin  (XXVII 12. 16), očito je latinizirana izvedba od Varaz-Bakur ili Varaz-Bakar kasnijih ranosrednjovjekovnih, Gruzijskih kronika. Prema Amijanu, Aspagura je za kralja Iberije postavio sasanidski kralj Šapur II. nakon svrgavanja njegova nećaka Saurmaga II. U tom je pogledu značajno to što ga je gruzijski kroničar Leonti Mroveli opisao kao "nečovjeka i mrzitelja vjere", izraza koji je u to vrijeme podrazumijevao religijske simpatije zoroastrizma; a podrazumijevaju i njegovu proiransku političku orijentaciju. Leonti nam time želi reći kako je postao sasanidskim vazalom.
Na prijestolju ga je naslijedio njegov sin Mitridat III.